# Annibale Zoilo
Annibale Zoilo, född omkring 1537 i Rom, död 1592 i Loreto, var en italiensk kompositör under senrenässansen, tillhörande den romerska skolan. Han samarbetade med Palestrina.

## Biografi
Annibale Zoilo föddes i Rom, men mycket litet är känt om hans uppväxt. År 1558 är han upptagen i register som sångare i Cappella Giulia, och 1561 hade han hastigt stigit till rangen av maestro di cappella vid San Luigi de' Francesi; att han steg så snabbt till en så framstående position tyder på att han troligen varit sångare ett tag innan han finns omnämnd som sådan i Cappella Giulia. Han kvarblev i sin befattning vid San Luigi de' Francesi till 1566, och från 1567 till 1570 var han kapellmästare vid San Giovanni in Laterano, en av de mest prestigefyllda tjänsterna i Roms musikliv. År 1570 efterträddes han där av fransmannen Bartolomeo Roy, och Zoilo blev altsångare i den påvliga kören i Sixtinska kapellet, vilket han var till 1577 i juli, då han begärde avsked till följd av sjukdom. I oktober var han dock tillräckligt frisk för att utnämnas av påve Gregorius XIII, tillsammans med Palestrina, att editera och revidera musiken till Gradualen, likväl som annan liturgisk musik.
Zoilo hade många andra befattningar efter sin karriär vid Sixtinska kapellet, däribland som kapellmästare vid katedralen i Todi (från 1581), vilket var första gången det finns belagt att han verkade utanför Rom; år 1584 hade han samma befattning vid Santa Casa i Loreto. Vid sidan av hans olika tjänster som kapellmästare, var han förknippad med Oratorio di SS Trinità dei Pellegrini e Convalescenti i Rom, en organisation som vid många tillfällen gav honom honorar, troligen för kompositioner. Zoilo avled i Loreto. Varför han lämnade Rom, sin hemstad och platsen där han haft framgång som sångare och körmästare, finns inga uppgifter om i källorna, men han fortsatte komponera musik för kören i Sixtinska kapellet så sent som år 1582.

## Musik
Zolios musik påminner i stilen om Palestrinas, i det att han använder flytande kontrapunktiska linjer och texten deklameras tydligt, att han föga experimenterar med kromatik och texturer vilket annars var vanligt i musiken från norra Italien och Neapel samma tid. Hans sakrala musik är skriven för fyra och åtta röster, och innefattar mässor, motetter, hymner, responsorier, litanior, suffragia, och annan vokal a cappella-musik.
Förutom sakral musik, finns två böcker med madrigaler publicerade av Zoilo. En av hans madrigaler, Chi per voi non sospira, blev väldigt berömd och återfinns i flera samlingsverk. Den används också av Vincenzo Galilei i dennes Fronimo: dialogo ... sopra l'arte del bene intavolare i en intabulation för luta.